# Дуб-Велетень (Володимир)
Дуб-Ве́летень — ботанічна пам'ятка природи місцевого значення в Україні. Розташована в місті Володимир Волинської області, на перехресті вулиць Князя Василька та Устилузької.
Площа 0,01 га. Статус пам'ятки — з 1997 року за розпорядженням Волинської облдержадміністрації від 12.02.1997 № 94. Перебуває у віданні КП «Управляюча житлова компанія» Володимирської міської ради.
Статус надано для збереження дуба черещатого віком близько 180 років, заввишки 24 м, діаметром стовбура 112 см, шириною крони 26 м.
Дерево під назвою «Дуб Свободи» посаджено 29 березня 1922 року під час урочистостей з нагоди іменин Начальника Польської Держави Юзефа Пілсудського та річниці Конституції 17 березня.

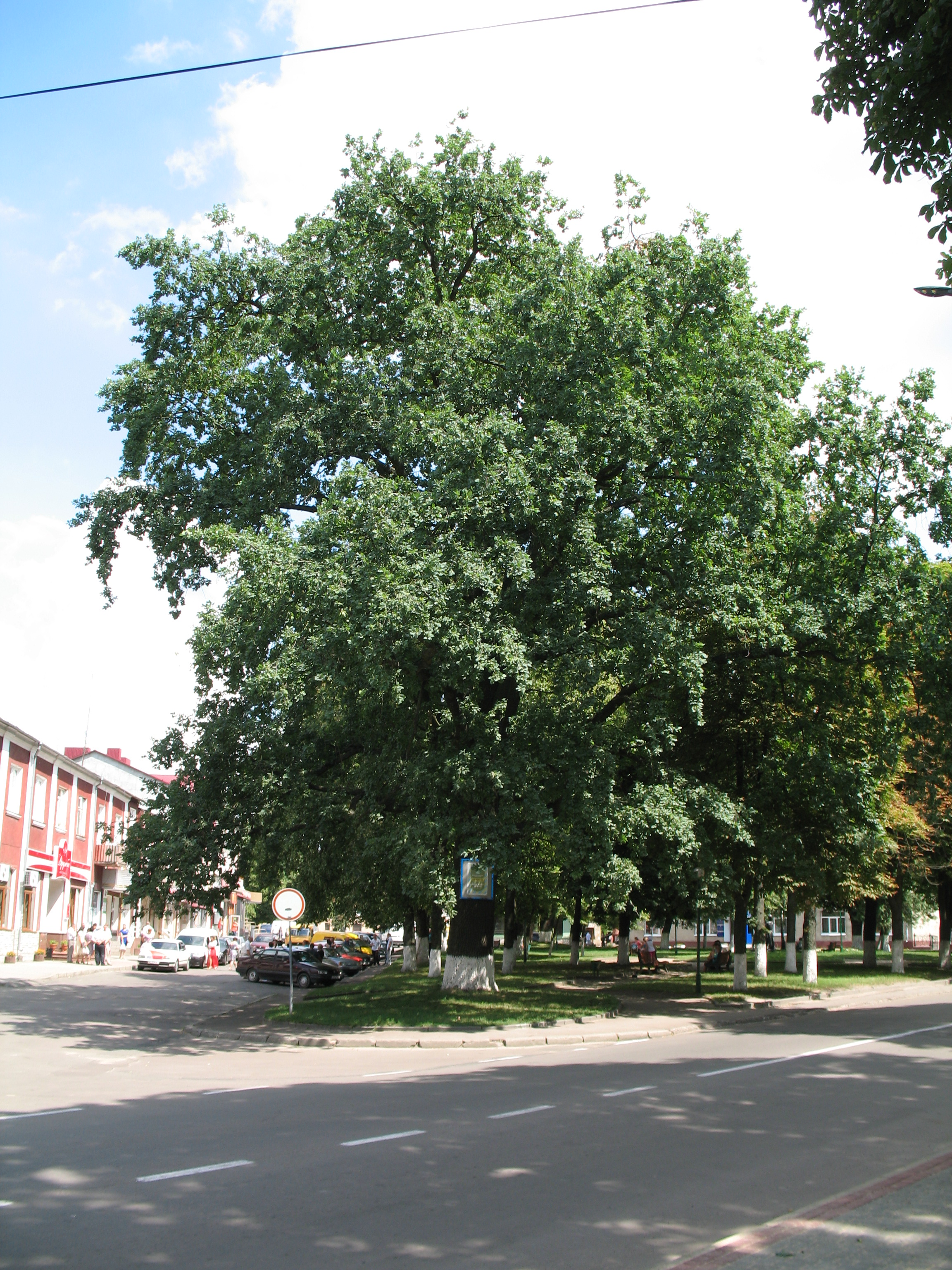
Дуб-Велетень

## Галерея

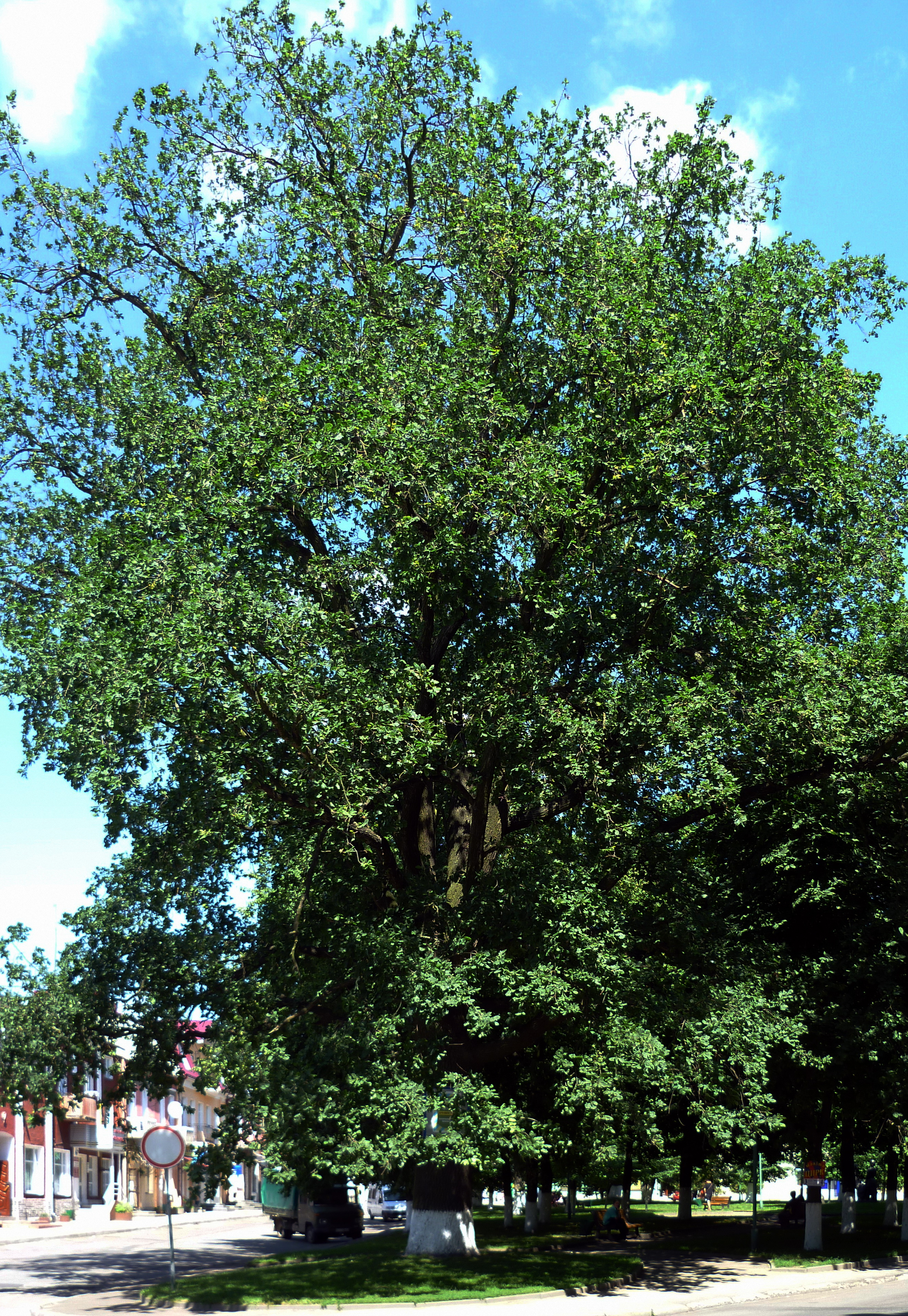
Червень 2010 року
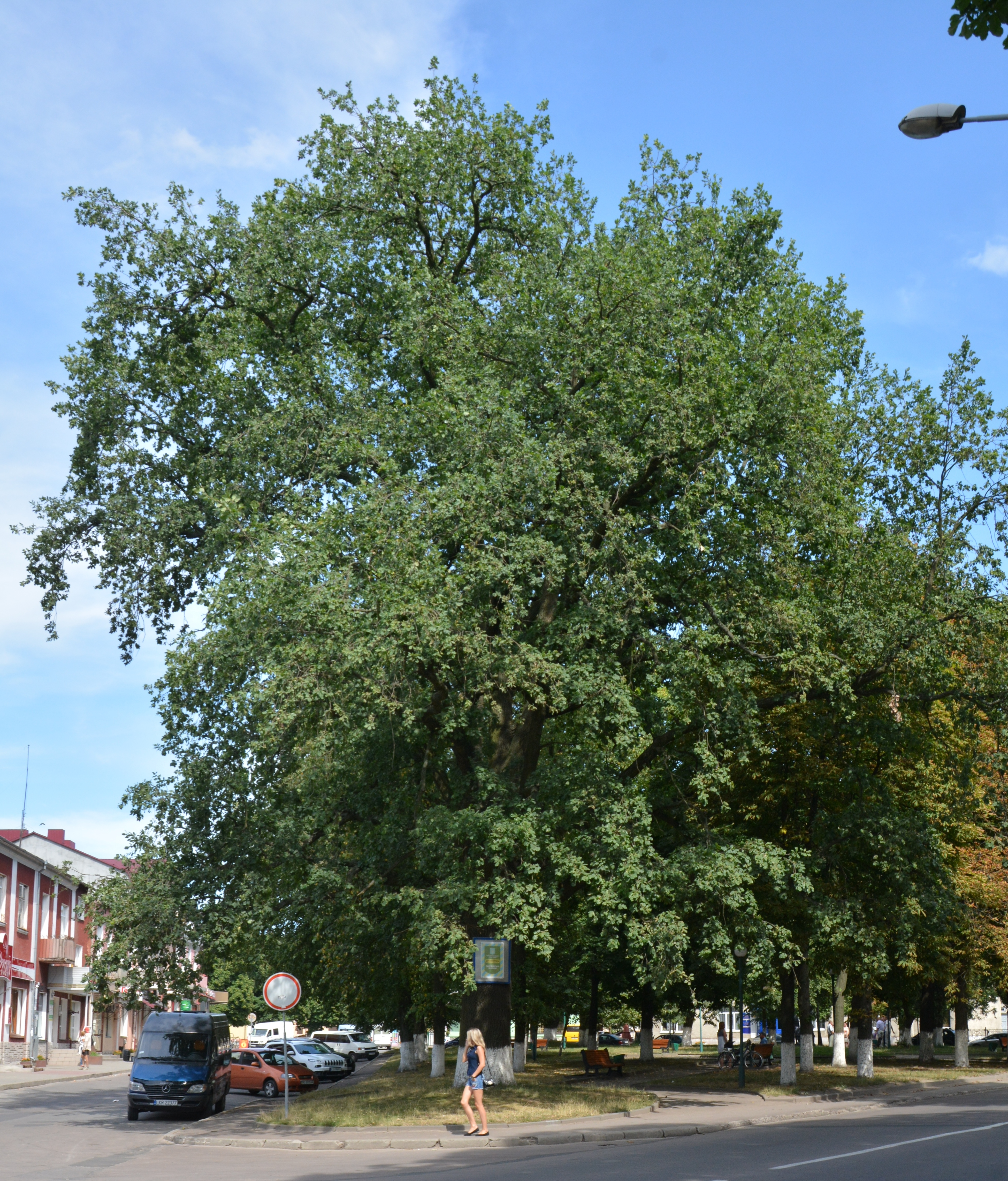
Серпень 2015 року
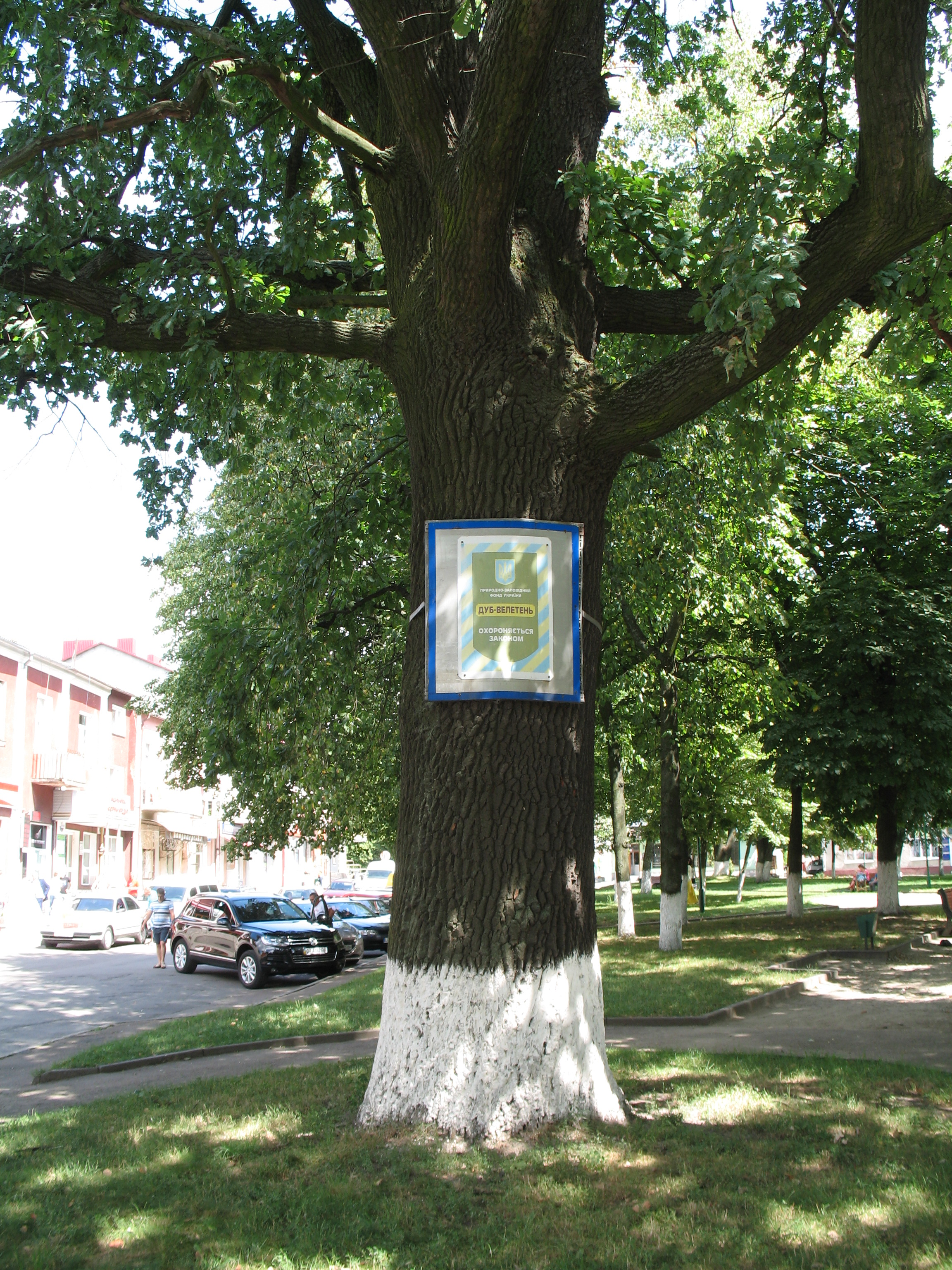
Липень 2016 року
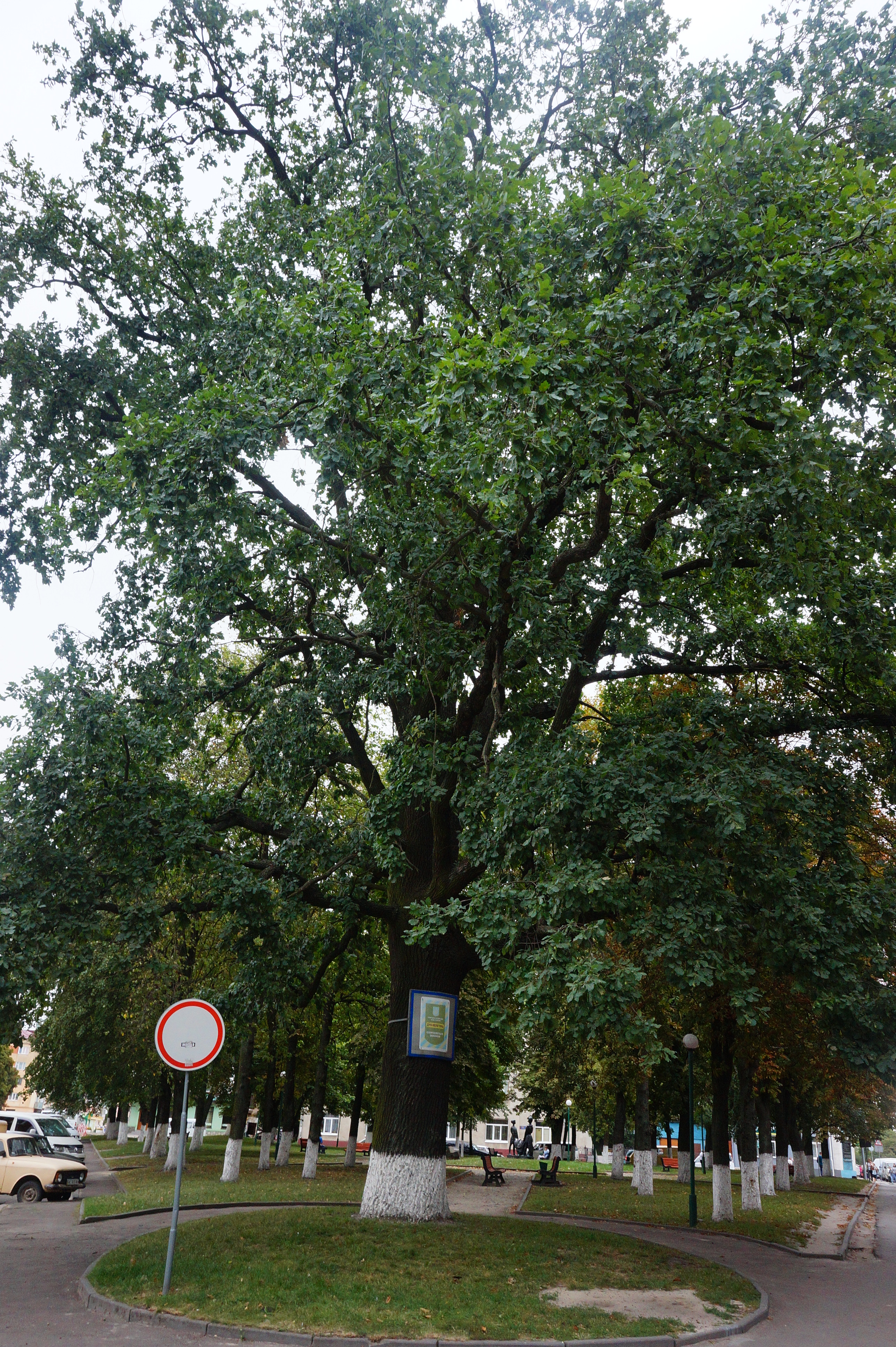
Серпень 2017 року
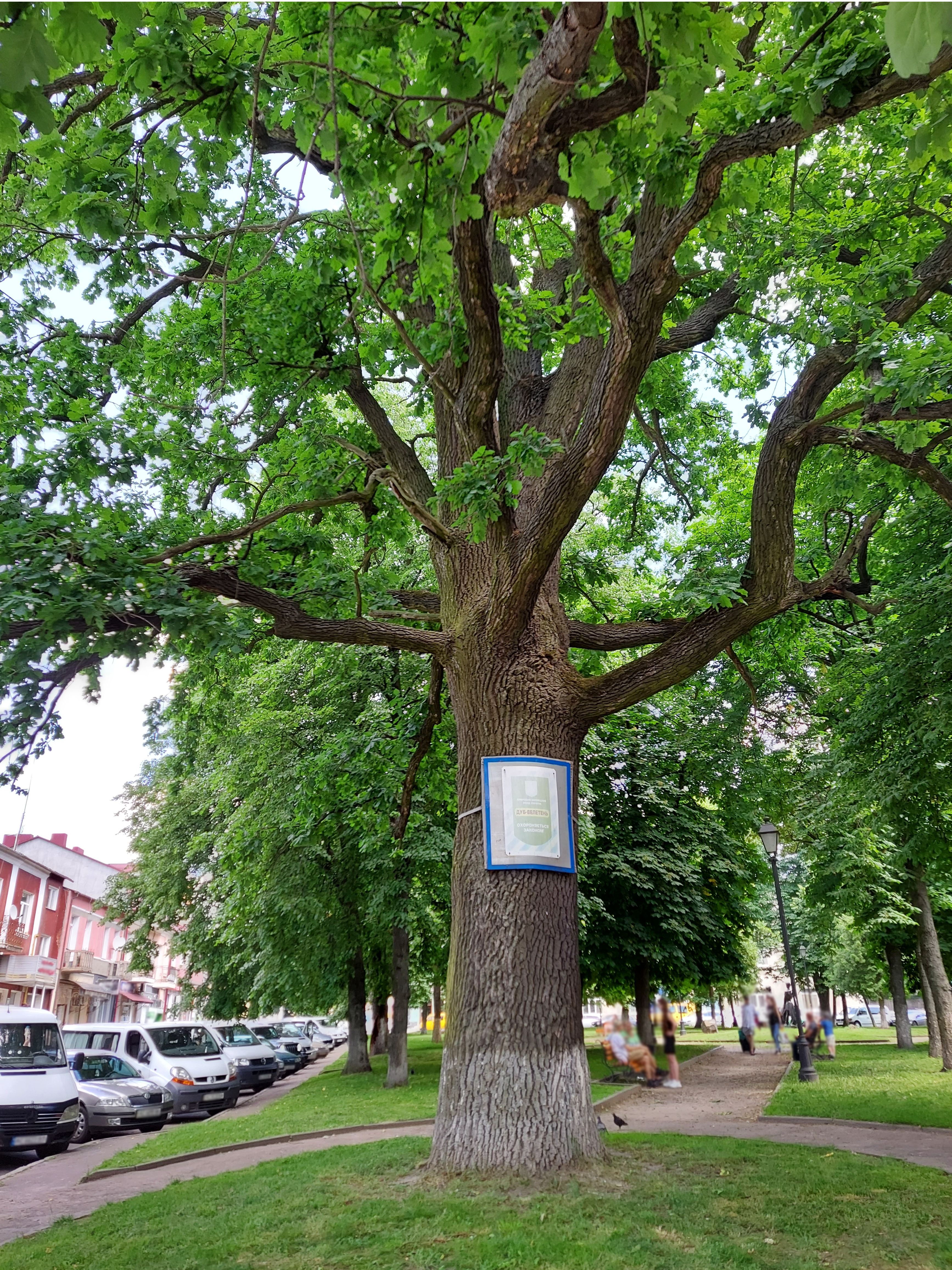
Червень 2021 року
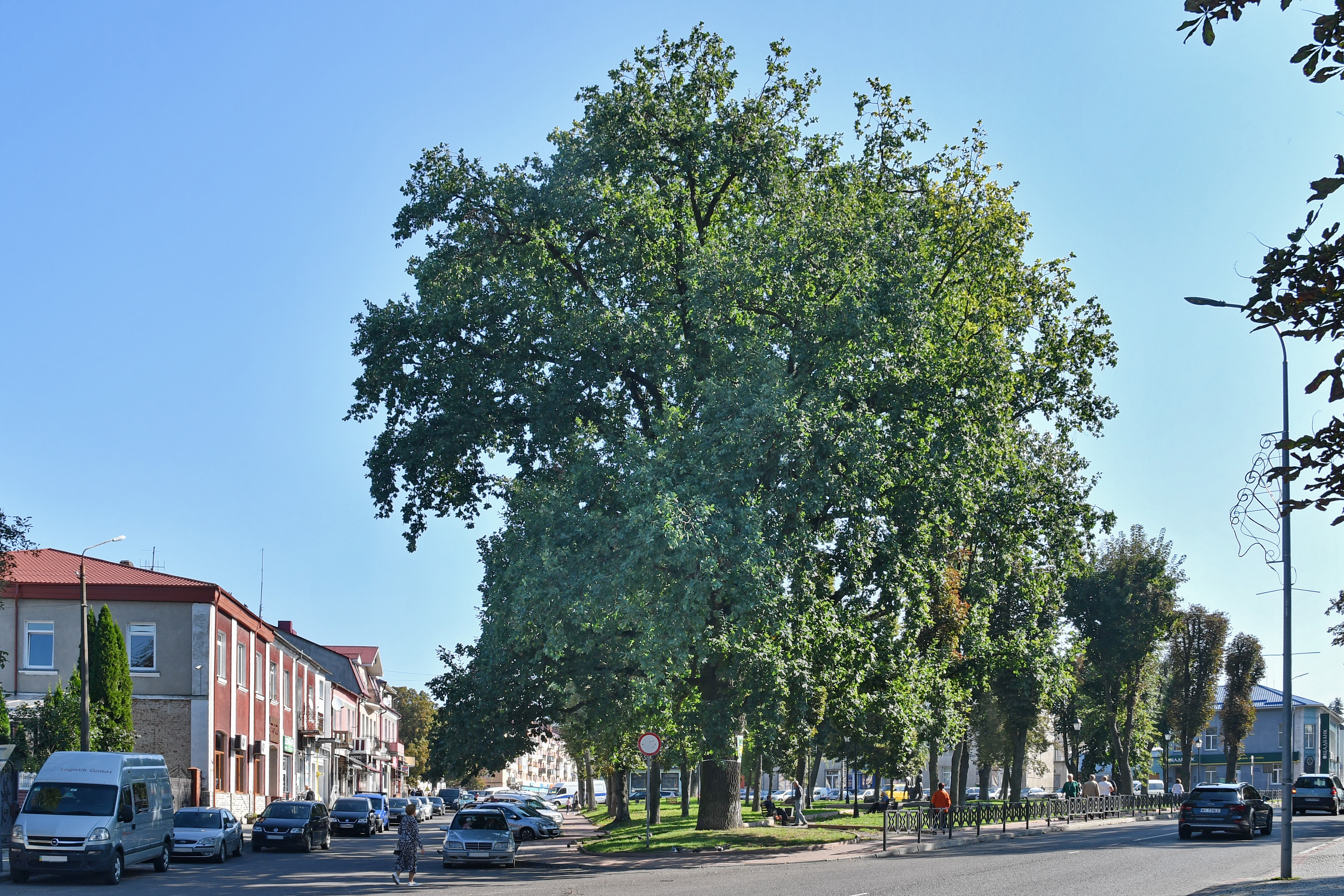
Вересень 2023 року